# Strzelce (powiat oleśnicki)
Strzelce (niem. Strehlitz) – wieś w Polsce położona w województwie dolnośląskim, w powiecie oleśnickim, w gminie Dobroszyce.

## Podział administracyjny
W latach 1975–1998 miejscowość należała administracyjnie do województwa wrocławskiego.

## Historia
Najstarsza wzmianka o miejscowości pochodzi z 1343, a o kościele z 1428 roku.
W toku reformacji większość mieszkańców zmieniła wyznanie na ewangelickie i w 1538 roku oficjalnie przejęła budynek kościelny. Dzisiejszy budynek został wybudowany w stylu neoromańskim w 1856 roku. Jest to kościół salowy z pięciokątną apsydą i niewielką wieżą. W latach 1932–34 i 1976 został odnowiony.
W 1663 roku powstała ewangelicka szkoła elementarna. Ostatni budynek szkolny, który składał się z dwóch klas, mieszkania nauczyciela i pokoju nauczyciela pomocniczego, został wybudowany w 1867 roku. Założenie szkoły w małej miejscowości świadczy o trosce protestantów o oświatę. W najbliższych okolicach istniały trzy szkoły elementarne w Dobroszycach, dwie w Łuczynie i po jednej w Siekierowicach, Białym Błocie i Miodarach.
Na wschodnim krańcu miejscowości nad Dobrą (niem. Juliusburger Wasser) znajdował się młyn.
Przed II wojną światową Strzelce należały do gminy Siekierowice i tak jak obecnie do powiatu oleśnickiego.

## Infrastruktura sportowa
Na tutejszym stadionie swoje mecze grupy IX Wrocławskiej Klasy B rozgrywa KP Dąb II Dobroszyce.